# Big Rapids
Big Rapids é uma cidade localizada no estado americano de Michigan, no Condado de Mecosta.

## Demografia
Segundo o censo americano de 2000, a sua população era de 10.849 habitantes. 
Em 2006, foi estimada uma população de 10.565, um decréscimo de 284 (-2.6%).

## Geografia
De acordo com o United States Census Bureau tem uma área de 
11,4 km², dos quais 11,0 km² cobertos por terra e 0,4 km² cobertos por água.

## Localidades na vizinhança
O diagrama seguinte representa as localidades num raio de 24 km ao redor de Big Rapids. 